# Zdzieszulice Górne
Zdzieszulice Górne – wieś w Polsce położona w województwie łódzkim, w powiecie bełchatowskim, w gminie Bełchatów. Nazwa wsi pochodzi od staropolskiego imienia męskiego Zdziesuł.
W latach 1975–1998 miejscowość administracyjnie należała do województwa piotrkowskiego.
1 stycznia 1988 część wsi (150,31 ha) włączono do Bełchatowa. Tereny wzdłuż ulicy Zdzieszulickiej na wschód od ulicy Piotrkowskiej (łącznie z oczyszczalnią ścieków) znalazły się zatem w granicach Bełchatowa.